# Carterton (Neuseeland)
Carterton ist eine Kleinstadt im Carterton District im Süden der Nordinsel von Neuseeland. Die Stadt ist Verwaltungssitz des Distrikts.

## Geographie
Die Stadt liegt zwischen den Städten Masterton, rund 14 km nordöstlich und Greytown, rund 8 km südwestlich von Carterton entfernt. Westlich des Ortes liegen die Tararua Range und südöstliches der Ruamahanga River, in dessen Ebene sich Carterton befindet.

## Geschichte
Carterton wurde ursprünglich 1857 unter dem Namen „Three Mile Bush“ als Basislager für die Arbeiter gegründet, die die Straße zwischen Masterton und Greytown bauten. Die Siedler, die sich in dem Ort niederließen, beantragten den Ort umzubenennen, zuletzt die Region in Cartervale und den Ort in Carterville, zu Ehren von Charles Rooking Carter, der sich um das Siedlungsvorhaben in der Gegend verdient gemacht hatte. Am 26. Juli 1859 entschied der Provincial Council in Wellington den Ort umzubenennen, allerdings von „Three Mile Bush“ in Carterton.

## Bevölkerung
Zum Zensus des Jahres 2013 zählte Carterton 4686 Einwohner, 13,7 % mehr als zur Volkszählung im Jahr 2006.

## Infrastruktur

### Straßenverkehr
Durch Carterton führt der New Zealand State Highway 2, der den Ort in zwei Hälften teilt. Er verbindet Carterton mit dem Ballungszentrum um Wellington im Südwesten und mit der Ostküste um Hastings und Napier.

### Schienenverkehr
Die Bahnstrecke Wellington–Woodville, die ebenfalls durch den Ort führt, verbindet Carterton mit den Wirtschaftszentren im Südwesten.

## Sehenswürdigkeiten
Carterton ist für seine Kunstschaffenden und deren Kunstgewerbe bekannt.

## Ereignisse
Das Gebiet um Charterton ist bei Ballonfahrern sehr beliebt. Anfang 2012 kamen bei gutem Wetter bei Absturz eines Heißluftballons aus 150 Metern Höhe elf Menschen ums Leben.

## Persönlichkeiten der Stadt
- Lily Branscombe (1878–1970), neuseeländische Bühnen- und Filmschauspielerin
- Im Jahr 1936 wurde der Profi-Golfer Bob Charles in Carterton geboren. Er gewann 1962 die Open Championship und war damit der erste Linkshänder, der in diesem Wettbewerb den ersten Platz belegte.